# Łuszczewo
Łuszczewo – wieś w Polsce, położona w województwie wielkopolskim, w powiecie konińskim, w gminie Skulsk.

## Podział administracyjny
W latach 1975–1998 miejscowość administracyjnie należała do województwa konińskiego.